# Collegiata di Santa Valdetrude
La collegiata di Santa Valdetrude, in francese collégiale Sainte-Waudru, è il maggior edificio religioso, cattolico, della città di Mons, in Belgio.
Rappresenta il maggior monumento storico-artistico della città e uno dei capolavori del gotico brabantino. Iniziata nel 1450, i lavori proseguirono fino al 1621 lasciandola incompleta della torre che doveva ergersi sulla facciata. Nonostante il suo lungo periodo di costruzione, presenta una notevole unità stilistica.

## Storia e descrizione

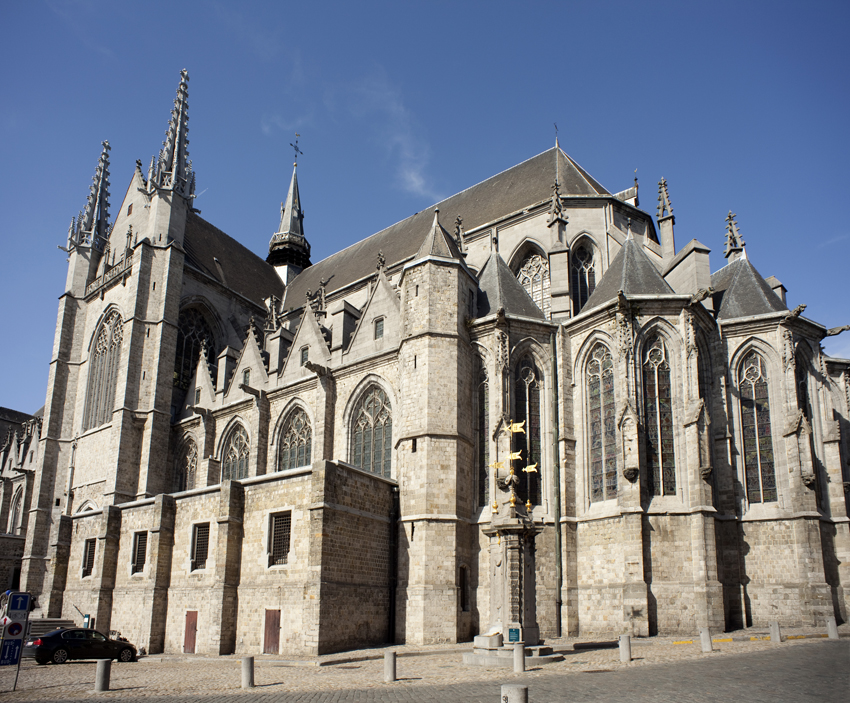
Veduta della parte absidale.

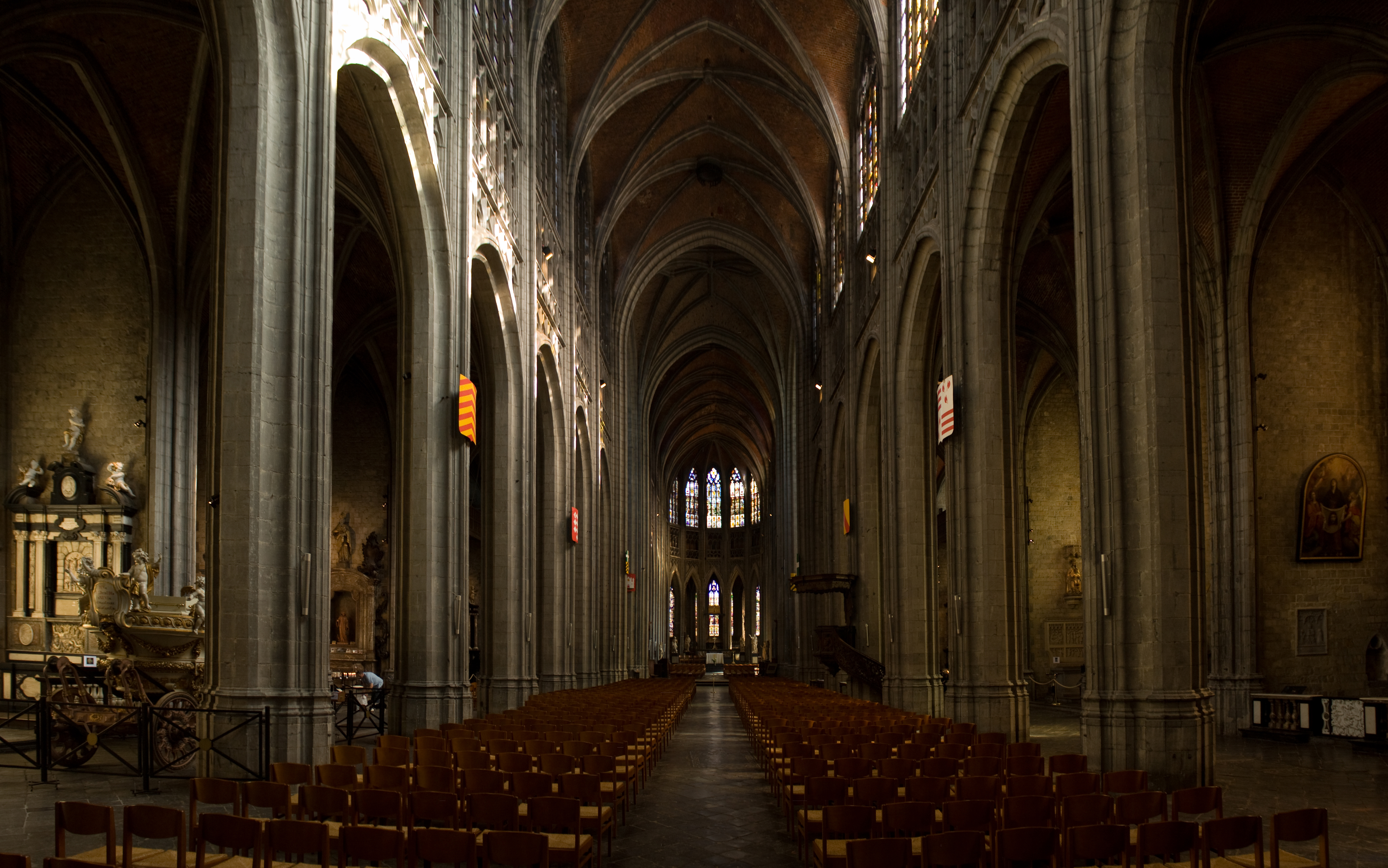
L'interno.

### Origini e edifici precedenti
Quando santa Valdetrude decise di donarsi alla vita religiosa si ritirò su una collina, al riparo dal vento e dalle inondazioni. Nella seconda metà del VII secolo vi fondò un piccolo oratorio, forse a graticci, con una comunità religiosa. Sarà la nascita della città di Mons.
Dopo la morte della santa, le succederà come badessa la cugina sant'Aia: in seguito la comunità femminile si sviluppa, tanto che nell'XI-XII secolo le suore si secolarizzano, dando vita al Capitolo di canonichesse nobili di Mons che ebbe subito una forte influenza sul territorio. Importanti furono molte delle badesse tra cui Anna Carlotta di Lorena, sorella dell'Imperatore Francesco I, che ne riformò gli statuti. Tra le canonichesse vi fu per qualche anno anche la principessa Luisa di Stolberg-Gedern, poi moglie di Carlo Edoardo Stuart (sovrano titolare giacobita di Inghilterra, Scozia e Irlanda) e infine convivente di Vittorio Alfieri.
L'oratorio venne, dunque, bel presto soppiantato da una nuova chiesa, dapprima dedicata a San Pietro, poi a Nostra Signora e infine alla stessa Valdetrude. L'edificio, apparentemente, venne ricostruito sotto il regno dei Baldovino in stile romanico-mosano, con il caratteristico Westwerk sul genere della Collegiata di Nivelles e San Bartolomeo di Liegi.

### L'edificio attuale
Le suore, divenute dunque canonichesse, furono subito raggiunte da varie famiglie nobili; infatti nel XIII secolo per esser ammesse al capitolo bisognava essere almeno figlie di un cavaliere, in seguito si alzarono i requisiti, nel 1769 si giunse a richiedere alle aspiranti canonichesse di provare i sedici quarti di nobiltà (ossia che tutti e sedici i trisavoli fossero nobili di nascita). L'importanza dell'abbazia crebbe incessantemente tanto che nel XV secolo, il Capitolo, decise la ricostruzione radicale della chiesa, ritenuta ormai vetusta.
Presa la decisione definitiva nel 1449, i lavori per la nuova, grandiosa, opera, presero il via nel 1450 e il progetto venne affidato all'architetto Matthijs de Layens, già noto per la costruzione del mirabile Municipio di Lovanio. De Layens presentò un disegno molto ambizioso che prevedeva un vasto edificio con pianta a croce latina, transetto, coro a deambulatorio con cappelle radiali e una maestosa torre sulla facciata alta più di 190 metri, atta a divenire la più alta d'Europa. I materiali impiegati furono l'arenaria, per gli esterni; la pietra blu dell'Hainaut, per gli interni e i laterizi per le volte.
Ma il cantiere fu interminabile. Tuttavia presenta un'incredibile unità stilistica data dal rispetto dimostrato dagli architetti che si sono susseguiti sul progetto originario di De Layens.
La costruzione iniziò dal coro, terminato solo nel 1506, per poi proseguire nel transetto fino al 1525 circa, e il piedicroce fino al 1589. La chiesa poté dirsi terminata nel 1621 quando furono completate le ultime campate.
Restava l'innalzamento del campanile di 190 metri, ispirato alla torre di San Rombaldo a Malines. I lavori stagnarono già dal 1548, e dopo innumerevoli peripezie s'arrestarono definitivamente nel 1691, all'altezza del tetto della navata centrale. La torre restò incompiuta.
Con l'assedio del 1691 la collegiata perse la guglia della crociera, rifatta con l'attuale verso il 1715.
Durante la Rivoluzione francese l'edificio venne destinato alle scuderie, rischiando anche la demolizione. A partire dal 1803 venne restituito al culto, ma non più come collegiata personale delle canonichesse, ma come parrocchiale della città, ruolo già svolto dalla contigua chiesa di San Germano, distrutta nel 1799.

## Arredi e opere d'arte

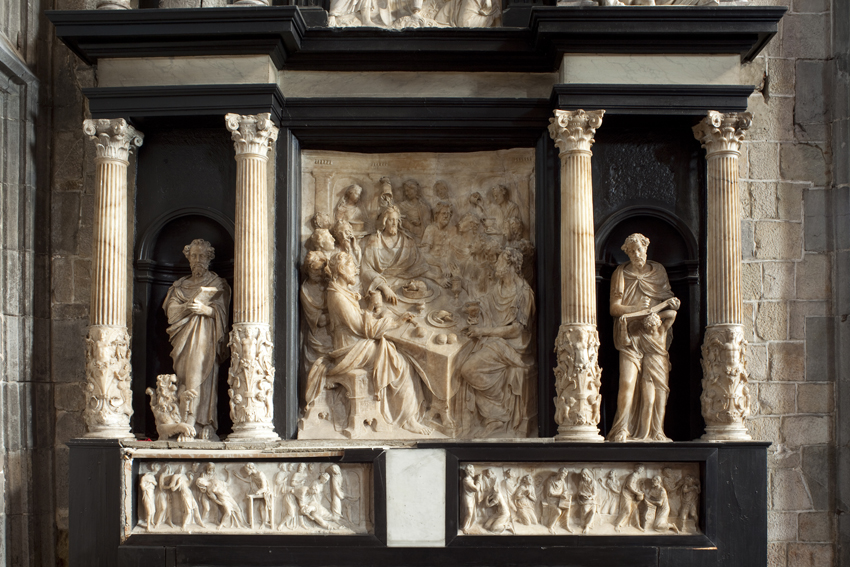
Uno dei rilievi d'alabastro di Jacques Dubrœucq.

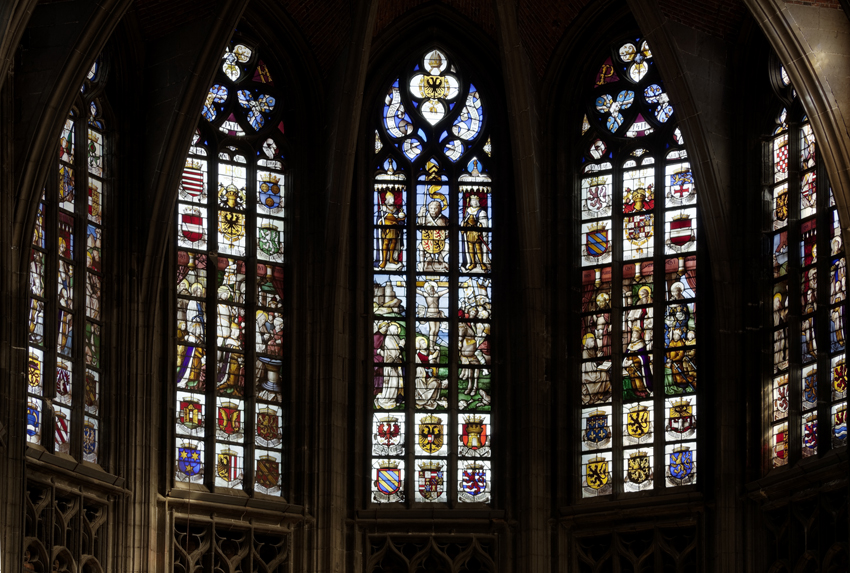
Le vetrate cinquecentesche del coro.

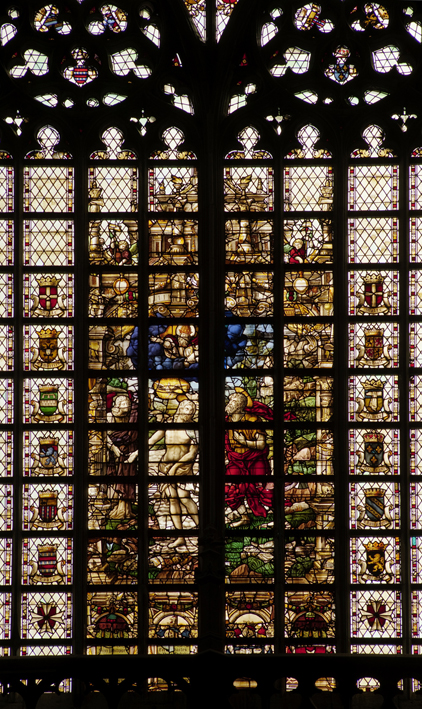
Vetrata dellAnnunciazione e Battesimo di Cristo.

La chiesa custodisce all'interno numerose e preziose opere d'arte.
- Reliquiario di santa Valdetrude sull'altra maggiore, neogotico in ottone dorato, del 1887.
- Carro d'Oro, Carro professionale barocco eseguito in stile Luigi XVI fra il 1779-82 in legno dorato.
- Serie di Arazzi di Enghien, XVII secolo.

### Sculture
La collegiata accoglie numerose opere scultoree, fra le quali spiccano lo jubé rinascimentale eseguito in marmo nero con bassorilievi e statue in alabastro da Jacques Dubrœucq fra il 1545 e il 1549. Nel 1797 il tramezzo venne smontato dalla Rivoluzione francese, poi, smembrato, venne ricomposto in più posti all'interno della chiesa. I capolavori dello jubé sono la Resurrezione e la statua di San Bartolomeo.

### Vetrate
La collegiata conserva un insieme eccezionale di vetrate antiche, di cui 21 risalenti al XVI secolo. Costituisce il ciclo più completo del Belgio e permette di seguire la progressiva introduzione dello stile rinascimentale che si innesta su una solida base gotica.
Per decorare il nuovo edificio le canonichesse fecero appello ai sovrani e al suo entourage. La gerarchia dei poteri è chiaramente rispettata nel ciclo: L'imperatore e i personaggi più importanti dell'Impero sono raffigurati nelle vetrate del coro, i dignitari d'importanza locale, nel transetto e nella navata centrale.
La maggior parte delle vetrate sono composte secondo uno schema preciso, disponendo i donatori, inginocchiati e accompagnati dai loro santi patroni, agli angoli in basso di una scena biblica.
Nel coro sono quindici vetrate che raffigurano Scene del Vecchio e del Nuovo Testamento, alle dieci pareti superiori; e la Vita di Cristo e della Vergine che culmina nella Crocifissione, piazzata al centro dell'abside. Le cinque vetrate absidali vennero donate dall'imperatore Massimiliano I d'Asburgo e furono realizzate, come le altre, dal mastro-vetraio locale Claix Eve e famiglia nei primi anni del XVI secolo e qui poste nel 1510-1511.
Ai grandi finestroni del transetto sono vetrate, ancora opere degli Eve, eseguite fra il 1523 e il 1533. Raffigurano l'Annunciazione e Battesimo di Cristo, quella del braccio sud; e Transito della Vergine, quella del fronte nord.
Le vetrate alte della navata centrale vennero allocate verso il 1965 riassemblando diversi elementi di altre vetrate del XVI e XVII secolo. Le 40 vetrate delle cappelle sono neogotiche, eseguite fra il 1853 e il 1930, costituiscono una bella collezione.
Le vetrate vennero riparate e restaurate nel corso dei secoli. Una grande campagna venne intrapresa fra il 1838 e il 1891; durante la Seconda guerra mondiale vennero smontate e poi restaurate e rimontate nel 1947.

### Stalli del coro
Gli stalli del coro vennero eseguiti in legno di rovere nel 1707 per l'attigua chiesa di San Germano, andata distrutta dalla Rivoluzione. Sono ornati di busti degli Evangelisti, dei Padri della Chiesa, della Vergine e di Cristo.

### Organo
Contro la facciata s'impone la grande mostra d'organo tardo-barocca, in stile Luigi XVI, eseguita per l'Abbazia di Cambron, soppressa dalla Rivoluzione. 
Diversi restauri modificarono lo strumento originale; l'odierno, sinfonico, opera di Maurice Delmotte, fu montato nel 1952 e si compone di 46 registri e 3 tastiere.

## Galleria d'immagini

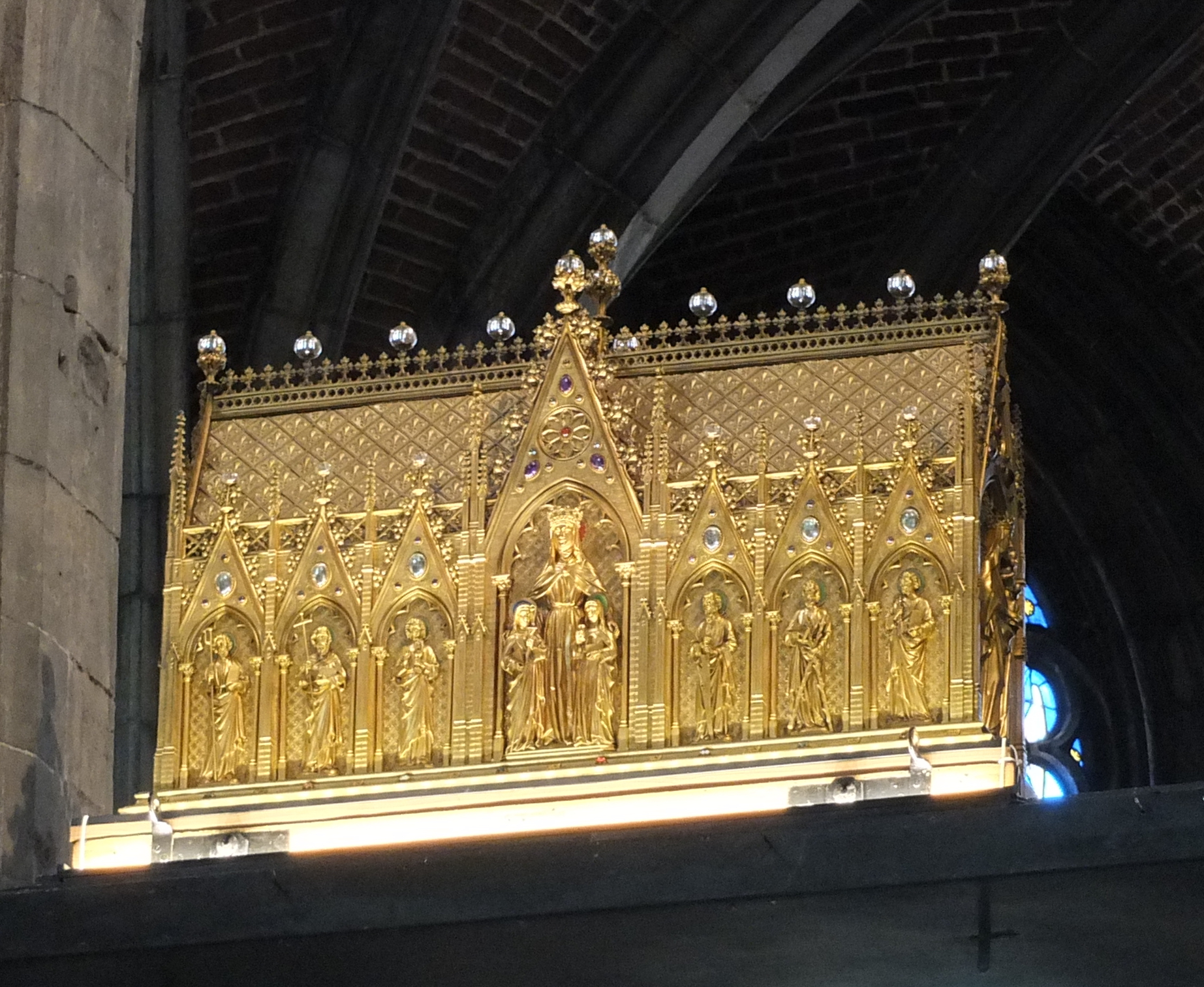
Il Reliquiario di Santa Valdetrude.
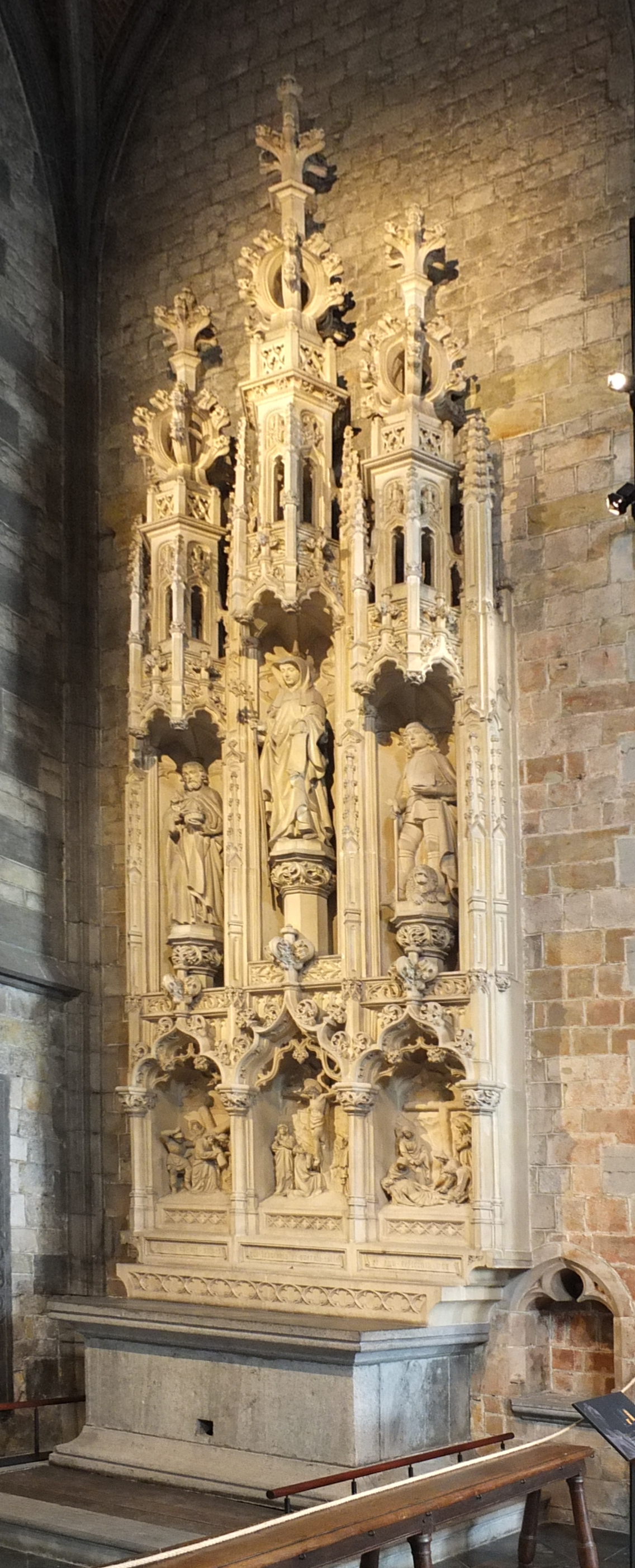
L'altare neogotico di Sant'Aia
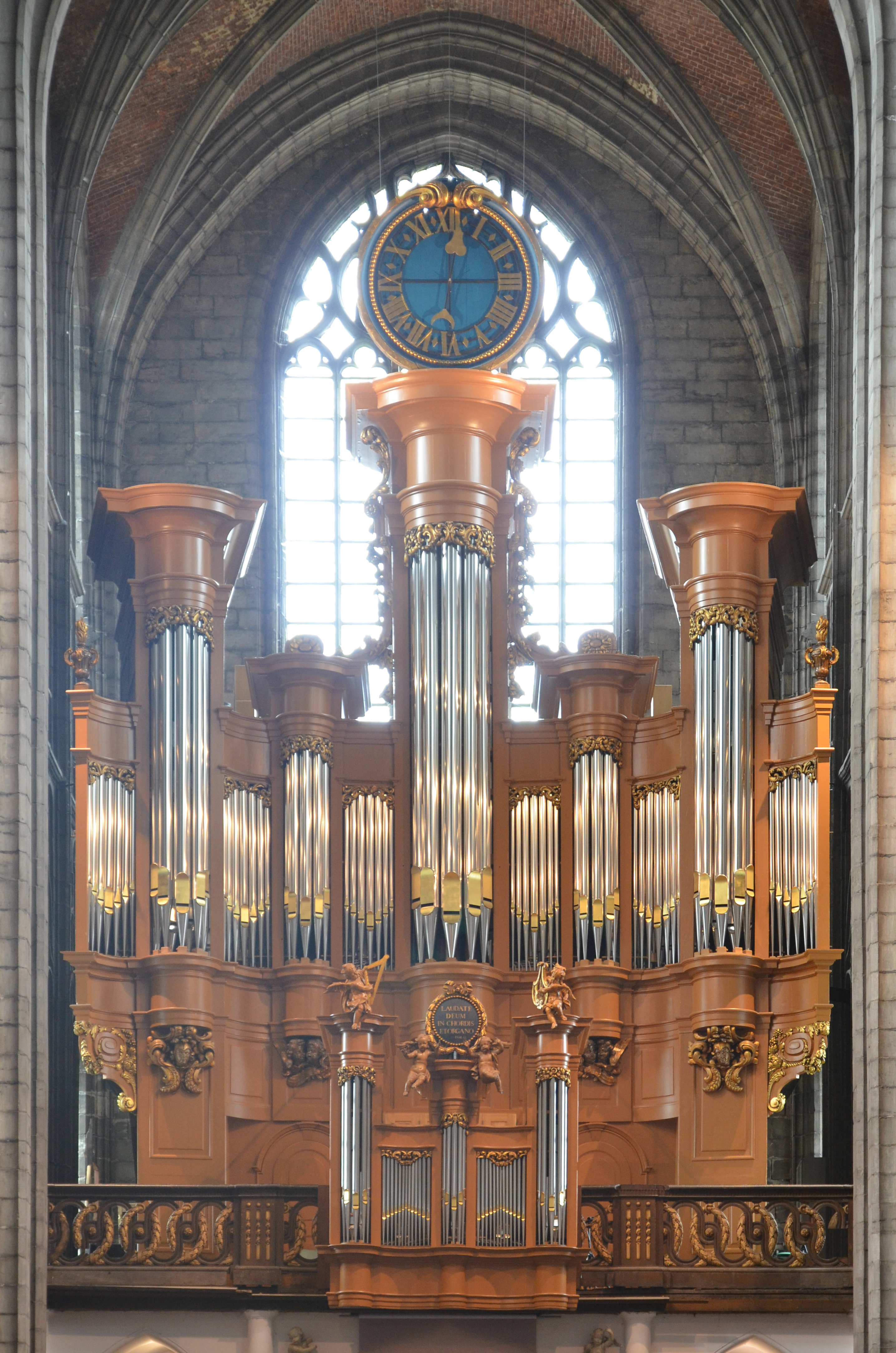
La mostra d'organo barocca.
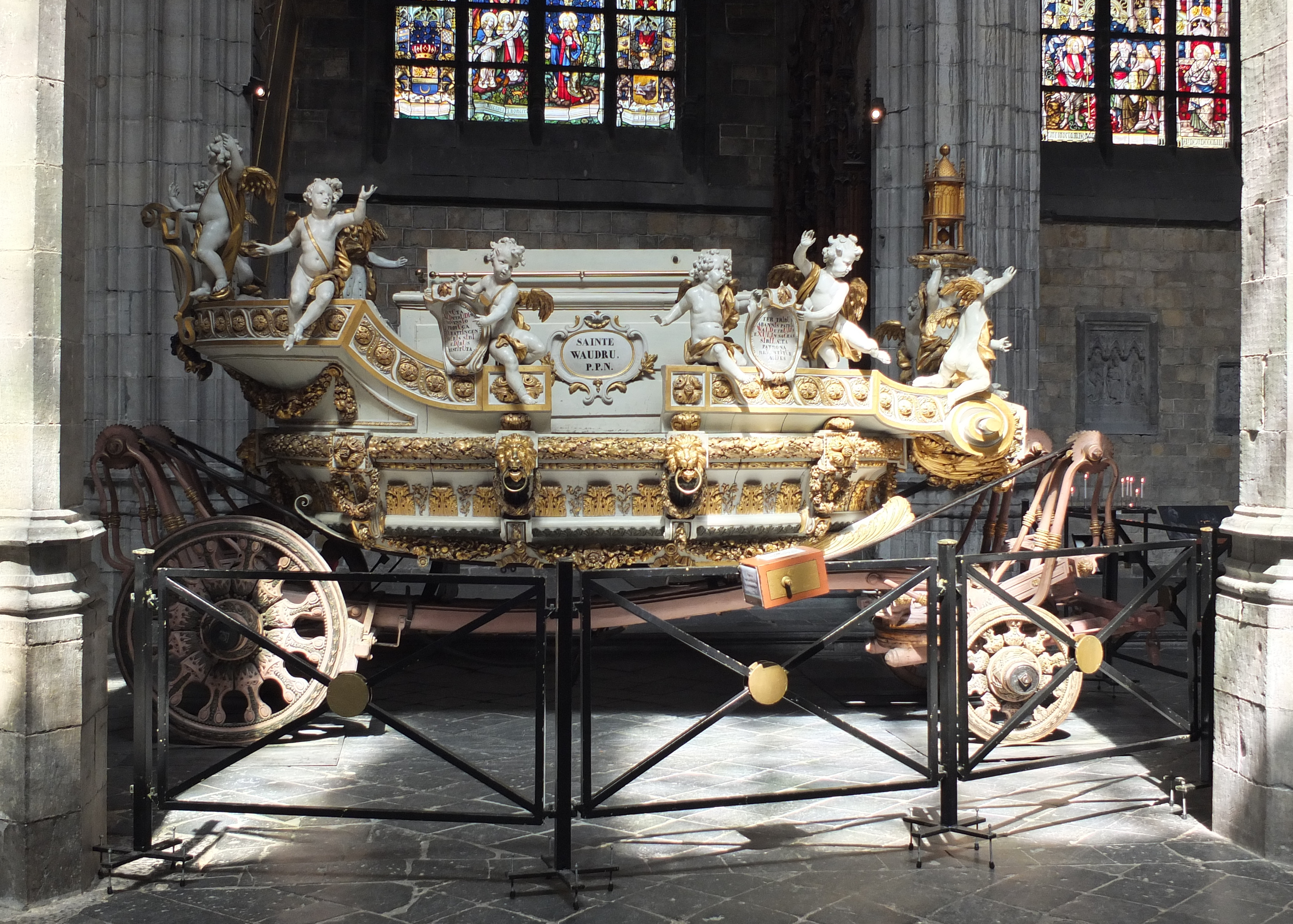
Il Carro d'Oro.

## Dimensioni
| Lunghezza : 115 metri            |
| Larghezza : 32 metri             |
| Altezza delle volte: 24,50 metri |